# Schleswig-Holsteinische Universitäts-Gesellschaft
Die Schleswig-Holsteinische Universitäts-Gesellschaft, abgekürzt SHUG, ist eine 1918 gegründete „Gemeinschaft von Förderern und Freunden der Christian-Albrechts-Universität zu Kiel (CAU)“.

## Organisation und Aufgaben
Die SHUG ist ein gemeinnütziger Verein mit Sitz in Kiel. Als dessen Ziel ist in der Satzung definiert, den Wissenstransfer von der Universität zur Bevölkerung in Schleswig-Holstein und Nordschleswig zu fördern und dadurch zum einen die Beziehung zwischen dem Land Schleswig-Holstein und seiner Landesuniversität zu pflegen und zu stärken und zum anderen die Universität über den Campus hinaus in die Schul- und Allgemeinbildung einzubinden.
Die Universitäts-Gesellschaft ist in 49 ehrenamtlich tätigen Sektionen mit rund 4600 Mitgliedern in Schleswig-Holstein und Nordschleswig organisiert. Die Sektionen organisieren eigenständig und eigenverantwortlich ein Programm aus Vorträgen, Mitgliederabenden und Exkursionen, teilweise auch in der Form von z. B. Universitätswochen und Nächten der Wissenschaft. Hochschullehrer aller acht Fakultäten der CAU halten im jeweiligen Vortragsraum der Sektion Vorträge, in der Regel schließt eine Diskussion an. Dieses seit den 1920er Jahren entwickelte Arbeitsmodell ist deutschlandweit einzigartig. Des Weiteren bietet die SHUG in ihrem Programm Uni kommt zur Schule schülergerechte Einzelvorlesungen an Schulen an, mit denen v. a. das Interesse an den MINT-Fächern (Mathematik, Informatik, Naturwissenschaften, Technik) geweckt und gefördert werden soll.
Die SHUG wird von einem ehrenamtlich arbeitenden Vorstand geleitet. Diesem stehen Beisitzer zur Seite, wobei jede Fakultät der CAU mit einem Beisitzer vertreten ist.
Die Förderarbeit der SHUG konzentriert sich seit 2009 auf die Verleihung von zwei Preisen für herausragende Leistung inner- und außerhalb der CAU. Der mit 3 Tsd. Euro dotierte Fakultätenpreis wird an eine überragende Dissertation verliehen, wobei die Preisträger im Turnus jährlich aus jeweils einer anderen Fakultät der CAU kommen. Mit dem Professor-Miethke-Förderpreis wird, ebenfalls jährlich, fachliches und forschendes Engagement außerhalb der Hochschulen und Forschungseinrichtungen zu einem jeweils vorgegebenen Rahmenthema gewürdigt.